# Чешки устанак
Чешки устанак (1618-1620) представља почетну фазу Тридесетогодишњег рата (1618-1648). Избио је као резултат вишедеценијских сукоба протестаната и католика у чешким земљама. Завршен је тријумфом контрареформације.

## Устанак
Узрок избијања Чешког устанка јесте дефенестрација у Прагу маја 1618. године. Маса Чеха продире у Храдчане (четврт Прага) и избацује царске службенике кроз прозор што је почетак побуне у Чешкој. Циљ побуњеника је одбацивање хабзбуршке власти, односно очување старих чешких привилегија и уклањање језуита. Наследник престола је војвода Фердинанд Штајерски, ватрени католик који је решен да уклони протестанте из Чешке. Чешка је извор финансијских средстава хабзбуршких царева. Праг је био престоница цара Рудолфа II (1576-1612). У Бечу је његов брат Матија настојао да преузме власт. Рудолф и Матија настоје да племство придобију за себе. Дошавши на престо, Матија (1612-1619) напушта политику компромиса, заводи цензуру и настоји да сузбије протестантизам. Матију је након смрти требало да наследи Фердинанд Штајерски (као Фердинанд II; 1619-1637) кога сталежи 1617. године бирају за чешког краља. Сукоб између Чеха и католика долази због укидања протестантских привилегија. Криза се брзо развија. Побуњеници протерују царске чиновнике и обраћају се за помоћ протестантским владарима широм Европе. На чело снага отпора стао је Матија Турн, калвиниста. Јуна 1618. године Фридрих, изборни кнез Палатината, обећава подршку побуњеницима. Међутим, он не располаже довољним бројем људи нити новцем. Чеси не успевају да придобију нове савезнике.
Од 1608. године постоје два савеза: Протестантска унија и Католичка лига. Изборни кнез Палатината, Фридрих, је на челу првог, а Максимилијан Баварски (иначе противник Хабзбурговаца) на челу другог. Фридрих је иначе малих способности и само је оруђе у рукама Кристијана из Анхалта. Фридриховом позиву у помоћ одазивају се Карло Емануел (савојски војвода) и Бетлен Габор (ердељски војвода). Матија умире 1619. године те се побуна шири. Тури постиже мање успехе. Изборници 1619. године бирају Фердинанда једногласно за цара. Фердинанд убрзо сазнаје за одлуку Чеха да прихвате Фридриха за краља. Рат је неизбежан. Шпанија је на страни новог цара, а убрзо му се придружује и Максимилијан Баварски, изборник Саксоније и папа Павле V. Фридрих се 1619. године свечано крунише за краља Чешке. Максимилијанове и Фердинандове трупе наносе Чесима пораз у бици на Белој Гори (1620). Фридрих губи чешку круну и своје земље у Немачкој. Вође побуне кажњене су смрћу, протестанти су протерани, а непријатељске трупе пљачкају Праг. Језуити се уводе у све видове живота, а црква добија велике поседе. Тријумф противреформације је потпун. Рат се, међутим, тиме не завршава због појаве приватних војски. Једна од првих војски је она Ернеста фон Мансфелда, а једна од најмоћнијих је војска Албрехта Валенштајна.